# 徐国珍
徐国珍（1912年—1993年），中国人民解放军将领、中国人民解放军开国少将。
曾任中国人民解放军兰州军区第三副司令员。1955年，授予中国人民解放军少将。